# 大判

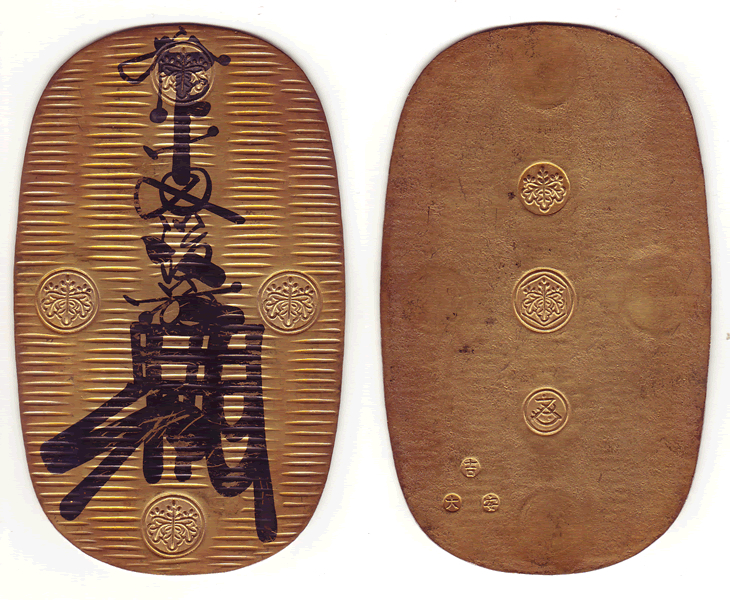
万延大判

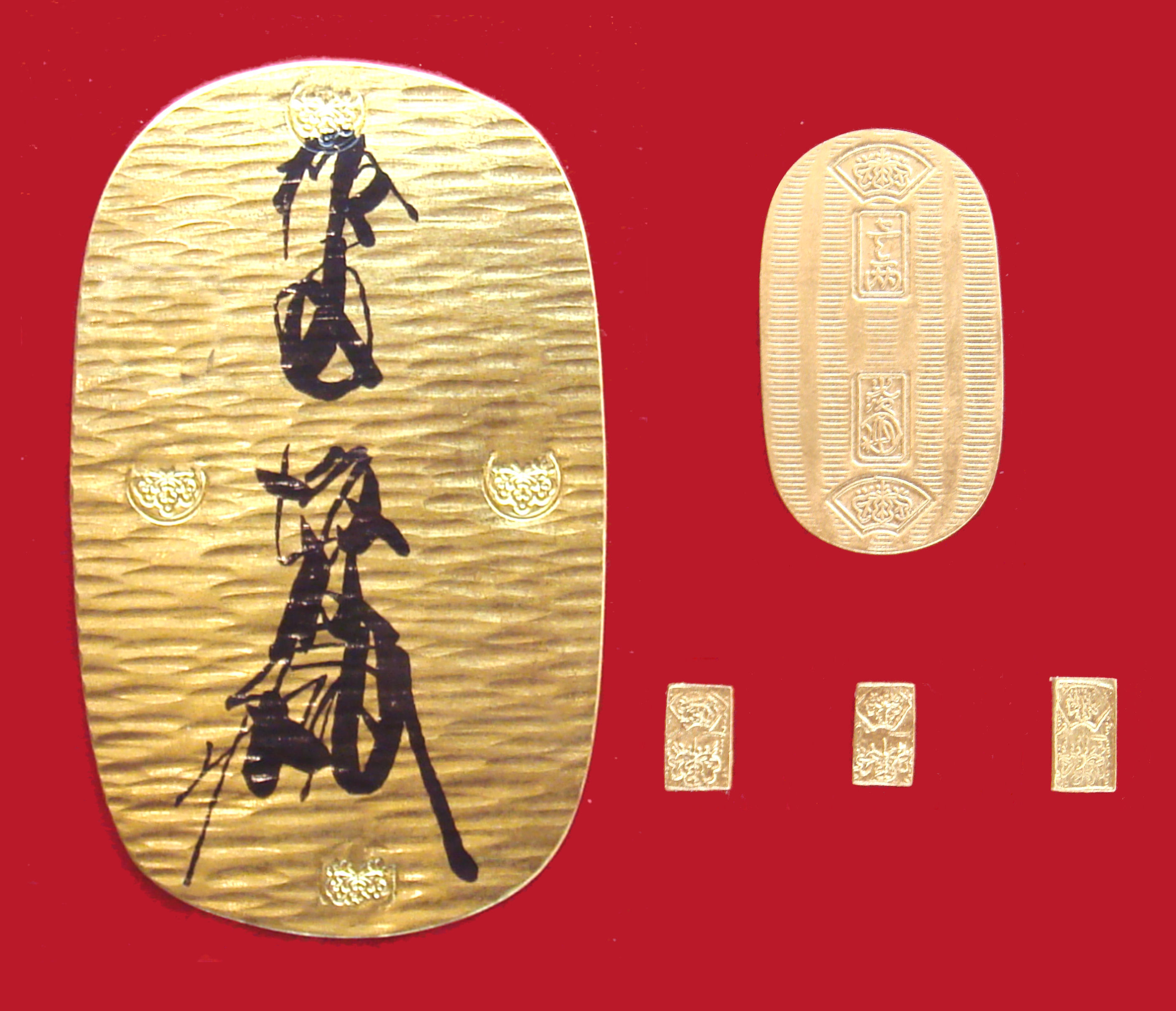
慶長金貨：大判、小判、一分判，1601-95年。

大判（日语： ō ban，又稱「大判金」）是日本古時的一種金幣，廣義上是指16世紀以後製造的「延金」中所有呈橢圓形且面積較大者，較小者則為「小判」。天正16年（1588年）豐臣秀吉命京都金匠後藤家製造大判，尺寸及重量開始有了官定的規格，直到文久2年（1862年）都是由後藤家擔任此一工作。量目（重量）方面除了萬延（1860年）以後製造的之外，均規定以10兩（44匁，約165公克）兌換一貫，但事實上品位（純金含有量）則依時代不同有異。幣值方面不像小判一樣有公定價格，而是以品位為參考值，在市場上決定兌換比率。不過江戶時代有一段時間曾規定過公定價格。

## 種類
- 讓葉金（又稱無銘大板金）
- 天正大判金
  - 天正菱大判金
  - 天正長大判金
  - 大佛大判
- 慶長大判金
  - 慶長笹書大判金
  - 明曆大判
- 元祿大判金
- 享保大判金
- 天保大判金
- 萬延大判金

## 註解
1. ↑  延金，以槌子或滾輪把金塊打壓成黃金薄片。